# Rob Portman
Robert Jones "Rob" Portman, född 19 december 1955 i Cincinnati, Ohio, är en amerikansk republikansk politiker. Han representerade delstaten Ohio i USA:s senat från 2011 till 2023. Han var ledamot av USA:s representanthus 1993–2005.

## Biografi
Portman avlade 1979 kandidatexamen vid Dartmouth College och 1984 juristexamen vid University of Michigan. Han arbetade som jurist i Vita huset under George H.W. Bush.
Bill Gradison, som representerade Ohios andra kongressdistrikt i representanthuset, avgick 1993 och Portman vann fyllnadsvalet i maj 1993. Efter tolv år i representanthuset avgick Portman då han hade blivit utnämnd till USA:s handelsrepresentant av George W. Bush. Jean Schmidt fyllnadsvaldes 2005 till representanthuset.
Portman tjänstgjorde som handelsrepresentant 2005–2006 och som federal förvaltnings- och budgetdirektör 2006–2007.
I senatsvalet 2010 besegrade Portman demokraten och viceguvernören i Ohio Lee Fisher, och efterträdde George Voinovich i senaten i januari 2011. Den 25 januari 2021 meddelade han att han inte skulle kandidera för omval år 2022.

## Politiska positioner
Portman anses ibland vara en mer moderat republikan. GovTrack placerade Portman mot mitten av senatens ideologiska spektrum; enligt GovTracks analys var Portman den tredje mest moderata republikanen 2017, till höger om Susan Collins och Lisa Murkowski men till vänster om sina andra republikanska kollegor. National Journal gav Portman under 2013 en sammansatt ideologipoäng på 71 procent konservativ och 29 procent liberal.
Enligt Five ThirtyEights analys av kongressens omröstningar röstade Portman i linje med president Donald Trumps positioner om lagstiftning i över 90 procent av omröstningarna.

## Privatliv
Portman gifte sig med Jane Dudley år 1986. Paret har tre barn tillsammans.